# Apochrysa voeltzkowi
Apochrysa voeltzkowi is een insect uit de familie van de gaasvliegen (Chrysopidae), die tot de orde netvleugeligen (Neuroptera) behoort. 
Apochrysa voeltzkowi is voor het eerst wetenschappelijk beschreven door Van der Weele in 1909.